# Jonas Wilén
Jonas Cristian Emanuel Wilén, född 22 augusti 1974 i Eckerö, är en åländsk bildkonstnär och illustratör, framför allt förknippad med sina oljemålningar som ställts ut på ett flertal platser i Norden, men som också stått bakom flera av de åländska frimärkena. Han är också känd för sina satiriska skämtteckningar för Nya Åland.

## Biografi
Jonas Wilén föddes i Överby i Eckerö på Åland 1974 och är brorson till Tage Wilén, en åländsk målare och grafiker som bland annat gjort offentliga konstverk för rederiet Viking Lines fartyg och för Självstyrelsegården i Mariehamn. Deras figurbetonade konst står i viss kontrast till det landskaps- och naturmåleri som annars dominerat bildkonsten på Åland.
Wilén, utbildad på Konstskolan Basis i Stockholm 1993–1994, hade sin första utställning på Åland 1988 och hans tavlor har sedan dess ställts ut i samtliga nordiska länder och vid något tillfälle även utanför Norden. Han har en ateljé och utställningshall i Eckerö på Åland. Har varit medlem i frilanskollektivet Fazzula sedan 1993 samt utgör en del av gruppen WHo? (Wilén/Holmström).
År 2023 fick Wilén Svenska folkskolans vänners kulturpris på 15 000 euro.

## Verk
Som konstnär är Wilén mest förknippad med figurativa oljemålningar i en humoristisk, folklig stil med både pop-kulturella och konsthistoriska referenser och som kan påminna om till exempel Lasse Åberg men han har arbetat i flera olika stilar och har gjort ett antal offentliga verk som en mosaik i Mariehamns idrottsgård och en väggmålning i Ålands jakt- och fiskemuseum i Eckerö. Som illustratör har han bland annat arbetat med omslag till böcker och skivor, tecknat serier för gratistidningen XIT och illustrerade 2002 Knollan: En kosaga, en barnbok efter en berättelse av Joel Pettersson. Han har utformat flera åländska frimärken.
Sedan 2010 har Wilén publicerat ”Veckans Wilén”, en satirisk skämtteckning i tidningen Nya Åland.